# Chalaisianer
Die Chalaisianer (auch: Orden von Chalais) waren ein römisch-katholischer Männerorden benediktinisch-zisterziensischer Prägung, der vor allem in Südostfrankreich blühte und von 1101 bis 1408 bestand.

## Geschichte
1101 gründete Hugo von Grenoble östlich Voreppe das Benediktinerkloster Chalais, das 1124 zur Abtei erhoben wurde und 1135 in Laverq (heute: Méolans-Revel) ein Priorat eröffnete. 1142 übernahmen Mönche von Chalais das südlich Crots gelegene Kloster Boscodon, das 1144 das Kloster Prads-Faillefeu in Prads-Haute-Bléone und 1160 nördlich Saint-Étienne-les-Orgues das Kloster Lure gründete. 1148 gab man sich eine der zisterziensischen Carta Caritatis vergleichbare Ordnung. Damit war die Ordenskongregation von Chalais ins Leben gerufen, die sich 1185 nach Clausonne (Le Saix), 1190 nach Clairecombe (Ribiers), 1199 nach Valbonne und 1205 nach Pierredon (Saint-Rémy-de-Provence) ausbreitete. Mit der Zeit gingen alle Chalaisianerklöster in die Hände anderer Orden über. Chalais gehörte ab 1303 den Kartäusern, womit Boscodon die Rolle des Mutterklosters übernahm, bis es 1408 benediktinisch wurde und der Orden damit erlosch.